# Bertie Hill
Bertie Hill   (Devon, 7 de febrer de 1927 - Devon, 5 d'agost de 2005) va ser un genet anglès, especialista en el concurs complet d'equitació, guanyador d'una medalla olímpica.
El 1952 va prendre part en els Jocs Olímpics d'Estiu de Hèlsinki, on fou setè en el concurs complet individual del programa d'hípica amb el cavall Stella. Quatre anys més tard, als Jocs de Melbourne, amb el cavall Countryman III, va guanyar la medalla d'or en el concurs complet per equips, mentre en el concurs complet individual fou dotzè. El 1960 va disputar els seus tercers, i darrers, Jocs Olímpics. A Roma, amb el cavall Wild Venture, fou quart en el concurs complet per equips i vint-i-dosè en el concurs complet individual.
En el seu palmarès també destaquen cinc medalles en el Campionat d'Europa, quatre d'or i una de bronze, entre el 1953 i el 1955.
A la dècada del 1960 juntament amb la seva dona van obrir una escola d'equitació a Rapscott, a Exmoor , on van entrenar diversos futurs genets internacionals, com ara la princesa Anna i el capità Mark Phillips.